# Vendula Schwarzová
Vendula Schwarzová (* 21. September 1939; † 12. Mai 2011 in Prag) war eine tschechoslowakische Tischtennisspielerin. Sie nahm in den 1950er und 1960er Jahren an drei Weltmeisterschaften und einer Europameisterschaft teil.

## Werdegang
Vendula Schwarzová wurde als 18-Jährige erstmals für eine Weltmeisterschaft nominiert. Bei der WM 1961 wurde die Defensivspielerin mit der Mannschaft Vierter. 1963 kam sie nicht in die Nähe von Medaillen. 
Im Einzelwettbewerb bei der Europameisterschaft 1960 besiegte sie zunächst in der zweiten Runde Angelica Rozeanu mit 3:0 und erreichte nach einem Sieg über Agnes Simon das Viertelfinale, wo sie gegen Ilona Kerekes unterlag. In der Mannschaft gewann Schwarzová zusammen mit Eva Kroupová und Libuše Grafková Bronze.
1961 wurde Vendula Schwarzová in der ITTF-Weltrangliste auf Platz 21–27. 1963 gewann sie die nationale tschechoslowakische Meisterschaft im Einzel.

## Privat
Vendula Schwarzová war verheiratet mit Luděk Fuček, mit ihm hatte sie ein Kind. Fučková-Schwarzová verstarb am 12. Mai 2011 unerwartet, noch fünf Tage zuvor hatte sie einer vorgezogenen Feier zum 80. Geburtstag von Květa Chylíková teilgenommen.

## Turnierergebnisse
| Verband | Veranstaltung       | Jahr | Ort       | Land | Einzel        | Doppel    | Mixed      | Team |
| ------- | ------------------- | ---- | --------- | ---- | ------------- | --------- | ---------- | ---- |
| TCH     | Europameisterschaft | 1960 | Zagreb    | YUG  | Viertelfinale |           |            |      |
| TCH     | Weltmeisterschaft   | 1963 | Prag      | TCH  | letzte 64     | letzte 16 | letzte 128 |      |
| TCH     | Weltmeisterschaft   | 1961 | Peking    | CHN  | letzte 32     | letzte 32 | Scratched  | 4    |
| TCH     | Weltmeisterschaft   | 1957 | Stockholm | SWE  | letzte 16     | letzte 32 | letzte 16  | 12   |